# Asma Barlas
Asma Barlas (* 10. März 1950 in Lahore) ist eine pakistanische Politik- und Islamwissenschaftlerin. Sie ist Professorin am Ithaca College, New York. Barlas wird als islamische Feministin betrachtet, obwohl sie selbst diesen Begriff für sich ablehnt.
Wie Amina Wadud geht sie von einer grundsätzlich antipatriarchalen Botschaft des Koran aus, die jedoch, unter anderem, weil jahrhundertelang nur Männer Koranexegese betrieben, verschüttet wurde und die es freizulegen gilt.

## Werk
In ihrem Buch „Believing Women“ in Islam: Unreading Patriarchal Interpretations of the Qur'an (University of Texas Press, 2002) untersucht sie die These, der Koran sei ein patriarchaler Text, sowohl im Sinne des klassischen Patriarchatsbegriffs (Herrschaft des Vaters über die Familie) als auch des erweiterten Patriarchatsbegriffs (Herrschaft der Männer über die Frauen). Am Beispiel Abrahams, der bei Feministinnen als Inbegriff des Patriarchen gilt, zeigt sie, dass der Koran sich gerade gegen die Herrschaft der Väter wendet, indem er die Übernahme von (polytheistischen) Bräuchen der Väter kritisiert. Die Opferungsgeschichte interpretiert sie ebenfalls antipatriarchalisch, da der Vater eben nicht frei über seinen Sohn entscheiden könne, sondern sich nach dem (vermeintlichen) göttlichen Willen richte. Auch die Gleichsetzung von Gott und Mann sieht sie durch das koranische Prinzip der Unvergleichlichkeit Gottes widerlegt. Zwar sollen die Eltern mit Güte behandelt werden, es wird jedoch kein Gehorsam verlangt, darüber hinaus sogar Widersetzlichkeit erwartet, wenn Gehorsam gegenüber den Eltern den göttlichen Geboten widersprechen würde.